# Дарко Мілас
Дарко Мілас (хорв. Darko Milas; нар. 1959, Вуковар, Хорватія) — хорватський актор театру та кіно. Відомий за фільмом Червоний пил (1999), серіалами Закон (2009), Золотий палац (2016) та Зломовчання (2021).

## Життєпис
Дарко Мілас народився в 1959 році у Вуковарі, що в Хорватії.
Після закінчення школи вивчав літературу на осієкському факультеті педагогіки та виступав в Академії драматичного мистецтва, покинувши навчання в Осієку. Закінчив навчання в 1984 році і став актором в театрі Осієку.
В кіно Дарко Мілас почав зніматися в 1986 році. Його першим фільмом була стрічка “Земля обітована” (1986).
З 1991 по 1993 роки та з 2002 року — актор драматичного театру імені Бранка Гавелли (Загреб).
Був професором у молодшого покоління акторів Осієку, відповідальним за координацію з Академією драматичних мистецтв у Загребі.
Зіграв понад 40 ролей в різних театрах, в тому числі в театрах Вараждина, Хорватському театрі в Печі, що в Угорщині (був його співзасновником). Виступав на Літньому фестивалі в Дубровнику. Керував постановками п’єс молодшого покоління хорватських драматургів (Брумек, Кисельяк, Мадунич, Шпішич).
У 1993 році знявся в американському телевізійному фільмі-бойовику “Детонатор”.
У 1994 році в Студентському Центрі поставив п'єсу Асджи Тодорович “Напередодні ранку”.
З 1995 по 2002 рік, працював генеральним менеджером Драматичного відділу Хорватського національного театру. Брав участь у виборі репертуару, був залучений до управління трупою.
У 1999 році зіграв у фільмі “Червоний пил” (Crvena prašina).
У 2009 році зіграв у хорватському гумористичному сіткомі “Закон!” (Zakon!).
У 2014 році знявся у воєнному фільмі, заснованому на реальних подіях “Номер 55” (Broj 55).
У 2016 році з’явився у ролі батька Антуна в хорватській теленовелі “Золотий палац” (Zlatni dvori).
У 2021 році Дарко Мілас зіграв детектива Володимира в українсько-хорватському серіалі “Зломовчання”.

## Фільмографія

### Телевізійні ролі
- "Зломовчання" в ролі детектива Володимира (2021)

- “Війна до війни” в ролі хорватського оператора №1 (2018)
- "Відпочивали з миром" в ролі Ніколи Кара (2017)
- "Газета" в ролі Ілії Бубало (2016 — 2020)
- "Золотий палац" в ролі Антуна Галовича (2016 — 2017)
- "Лоза" в ролі Грубича (2011 — 2012)
- "Сонце-долина" в ролі лікаря Івана Доміча (2010)
- "Закон!" в ролі Дарко Пакшеча (2009)
- “Все буде добре” в ролі лікаря Івана Доміча (2008 — 2009)
- "Бітунь і принцеса" в ролі офіцера (2008)

### Ролі у фільмах
- "Номер 55" в ролі Джеро (2014)
- "Діти падають" в ролі Ілії Мамули (2013)
- "Крок за кроком" в ролі молодого боса (2011)
- "За склянкою" (2008)
- “Крадій спогадів” (2007)
- "Товариство Ісуса" в ролі ректора (2004)
- "Королева ночі" в ролі офіцера (2001)
- "Серце не в моді" в ролі продавця квитків (2000)
- "Червоний пил" в ролі Зеленчіча (1999)
- "Детонатор" в ролі Кузнєцова (1993)
- "Національний мученик" (1993)
- “Земля обітована” (1986)[29][30][31][32]